# Marko Popović
Marko Popović (Zadar, 12 de Junho de 1982) é um basquetebolista profissional croata que atualmente está aposentado, tendo o Montakit Fuenlabrada como último clube defendido.. O atleta possui 1,85m de altura e atuava na posição armador.

## Carreira
Popovic representou a Seleção Croata de Basquetebol nas Olimpíadas de 2008, que ficou em 6º lugar.

### Títulos
- 1998 Campeonato de Croácia Cadete. Campeão.
- 1999-00. KK Zadar (Croácia). Copa. Campeão
- 1999-00. KK Zadar (Croácia). Liga croata. Finalista
- 2000. Croácia. Europeu Junior, em Zadar. Plata
- 2000-01. KK Zadar (Croácia). Copa. Finalista
- 2001-02. KK Zadar (Croácia). Copa. Finalista
- 2001-02. KK Zadar (Croácia). Liga croata. Finalista
- 2002-03. KK Zadar (Croácia). Copa. Campeão
- 2002-03. KK Zadar (Croácia). Liga Adriática. Campeão
- 2003-04. Cibona Zagreb (Croácia). Liga Adriática. Finalista
- 2003-04. Cibona Zagreb (Croácia). Liga croata. Campeão
- 2004-05. Cibona Zagreb (Croácia). Copa. Finalista
- 2004-05. Cibona Zagreb (Croácia). Liga croata. Finalista
- 2005-06. Efes Pilsen (Turquia). Copa. Campeão
- 2005-06. Efes Pilsen (Turquia). TBL. Finalista
- 2006-07. Zalgiris Kaunas (Lituania). Copa. Campeão
- 2006-07. Zalgiris Kaunas (Lituania). LKL. Campeão
- 2007-08. Zalgiris Kaunas (Lituania). Copa. Campeão
- 2007-08. Zalgiris Kaunas (Lituania). Liga Báltica. Campeão
- 2007-08. Zalgiris Kaunas (Lituania). LKL. Campeão
- 2008-09. Unics Kazan (Rússia). Copa. Campeão
- 2010-11. Unics Kazan (Rússia). Eurocup. Campeão
- 2009-10. Unics Kazan (Rússia). VTB League. Finalista
- 2011-12. Zalgiris Kaunas (Lituania). Copa. Campeão
- 2011-12. Zalgiris Kaunas (Lituania). Liga Báltica. Campeão
- 2011-12. Zalgiris Kaunas (Lituania). LKL. Campeão
- 2012-13. Zalgiris Kaunas (Lituania). Supercopa. Campeão
- 2012-13. Zalgiris Kaunas (Lituania). LKL. Campeão
- 2014-15. Khimki (Rússia). Eurocup. Campeão
- 2014-15. Khimki (Rússia). VTB League. Finalista